# Goldsboro (Pennsylvanie)
Pour les articles homonymes, voir Goldsboro.
Goldsboro est un borough situé au nord du comté de York, en Pennsylvanie, aux États-Unis,. En 2010, il comptait une population de 952 habitants, estimée au 1er juillet 2020 à 1 076 habitants.Les premiers habitants s'installent dès 1738, le borough est fondé en 1850 et incorporé en 1873.

## Démographie
Lors du recensement de 2010, le borough comptait une population de 952 habitants. Elle est estimée, en 2020, à 1 076 habitants.